# 博戈维涅市镇
博戈维涅市镇，北马其顿共和国的一个市镇。该市镇北临泰托沃市镇，东临布尔韦尼察市镇，南临弗拉普契什泰市鎮，西邻塞尔维亚。总面积141,65 km²，总人口28,997。该市镇为波洛格统计区的一部分。行政中心位于博戈维涅村。